# Dret de la bolla
El dret de la bolla era un impost que gravava la producció de teixits, cobrat per la Diputació del General d'ençà de les Corts generals de Montsó de 1362-1363.
En algunes poblacions es creà la Casa de la Bolla, on es cobrava aquest impost.
L'impost de la bolla estava constituït per tres tipus d'imposicions: 
- Dret de bolla de plom, que gravava la fabricació de draps i teixits de llana i es pagava quan les peces sortien de mans del teixidor i passaven a mans del paraire;
- Dret de segell de cera, que requeia sobre la venda de teixits de llana, seda i alguns cotons destinats a la confecció de robes,
- Dret de joies, que es carregava sobre els fils d'or o plata o sobre les joies que adornaven els teixits o els vestits.

Les teles de lli i cànem estaven exemptes del pagament dels drets de bolla des de l'inici del segle xvi.